# Análise imediata dos constituintes
Em linguística, a análise imediata dos constituintes ou análise de IC é um método de análise sintática mencionado pela primeira vez por Leonard Bloomfield e desenvolvido posteriormente por Rulon Wells. Esse processo foi redefinido totalmente para analisar a estrutura de sentenças nos primeiros trabalhos de Noam Chomsky, de modo generalizado. A maioria das árvores sintáticas empregadas para representar a estrutura de sentenças são produtos de alguma forma de análise de IC.

## Análise em gramáticas de estrutura frasal
Dada uma gramática de estrutura frasal (= gramática de constituintes), a análise de IC divide uma sentença em partes principais ou constituintes imediatos, e esses constituintes são, por sua vez, divididos em outros constituintes imediatos. O processo continua até que constituintes irredutíveis sejam alcançados, ou seja, até que cada constituinte consista em apenas uma palavra ou uma parte significativa de uma palavra. O resultado final da análise é frequentemente apresentado em uma forma diagramática visual que revela a estrutura constituinte imediata hierárquica da sentença em questão. Esses diagramas geralmente são árvores.